# Monika Feth
Pour les articles homonymes, voir Feth.
Monika Feth est une écrivaine allemande, auteure de livres pour enfants et de romans jeunesse, née en 1951. Elle a effectué des études de lettres à Bonn et travaille aujourd'hui comme journaliste.

## Romans
- Monsieur Tougris, le ramasseur de pensées, Actes sud (1996)
- Monsieur Toubleu, le polisseur de plaques de rue (1996)
- Monsieur Toutencouleur, la ville et la mer (1997)
- Monsieur Toupuissant et l'arc-en-ciel (1998)
- Vol, envol, Thierry Magnier (2004)
- Prisonnière de la lune, Milan (2005)
- Le Cueilleur de fraises, Hachette, coll. « Black Moon » (2008)
- Le Peintre des visages, Hachette, coll. « Black Moon » (2009)
- Le Voleur d'éclats, Hachette, coll. « Black Moon » (2011)
- L'Adorateur, Hachette Black Moon (2013)

## Prix
Prix Tam-tam du Livre de Jeunesse - Catégorie Je bouquine (11-15 ans) pour Vol, envol 